# Kanton Lauterbourg
Lauterbourg is een voormalig kanton van het Franse departement Bas-Rhin.
Het kanton maakte tot 1 januari 2015 deel uit van het arrondissement Wissembourg tot beide werden opgegeheven. De gemeenten werden toegevoegd aan het kanton Wissembourg.

## Gemeenten
Het kanton Lauterbourg omvatte de volgende gemeenten:
- Lauterbourg (hoofdplaats)
- Neewiller-près-Lauterbourg
- Niederlauterbach
- Salmbach
- Scheibenhard